# Abramo (La Pampa)
Abramo es una localidad del departamento Hucal, en la provincia de La Pampa, República Argentina. La jurisdicción del municipio se extiende también sobre la localidad de Hucal.
Se accede por la ruta provincial 3, a 6 km del acceso a la ruta nacional 35.

## Población
Contó con 312 habitantes (Indec, 2010), lo que representó un descenso del 3 % frente a los 323 habitantes (Indec, 2001) del censo anterior.
El censo nacional 2022 arrojó 471 habitantes y 345 viviendas. Esto la situó como el tercer municipio menos poblado de la provincia.
| Gráfica de evolución demográfica de Abramo entre 1991 y 2022 |
|                                                              |
| Fuente: Censos nacionales del INDEC                          |